# 司马斌
司马斌（3世紀—278年12月31日），字子政，河内郡温县（今河南省焦作市温县）人，曹魏司隶从事、安城亭侯司马通第三子，晋朝宗室。

## 生平
司马斌在曹魏官至中郎，晋武帝司马炎接收禅让建立西晋后，于泰始元年十二月丁卯（266年2月9日）封堂叔司马斌为陈王，食邑一千七百一十户。咸宁三年八月癸亥（277年10月5日），司马斌改封西河王。咸宁四年十二月乙未（278年12月31日），司马斌去世，谥号缪，其子司马隐被册立为西河王。

## 廟碑
見《水經注·原公水》，立於茲氏縣。
西河舊處山林，漢末擾攘，百姓失所。魏興，更開疆宇，分割太原四縣，以爲邦邑，其郡帶山側塞矣。王以咸寧三年，改命爵土，明年十二月喪國。臣太農閻崇、離石令宗羣等二百三十四人，刊石立碑，以述勳德。

## 兄弟
- 司马陵，西晋任城景王
- 司马顺，曹魏习阳亭侯